# Île Canning
L'île Canning (en espagnol : Isla Canning) est une île  chilienne de l'océan Pacifique, dans la région de Magallanes et de l'Antarctique chilien, province de Última Esperanza, commune de Natales, district de Puerto Natales.

## Géographie
L'île Canning se situe dans le Sud du Chili ; elle est entièrement désertique et rocheuse.